# 小行星7598
小行星7598（英語：7598）是一颗围绕太阳公转的小行星。1994年2月4日，上田清二、金田宏在钏路市发现了此天体。
这颗小行星的绝对星等为35.27909等。